# Karl Hermann Funkhänel
Karl Hermann Funkhänel, auch Carl Hermann Funkhänel, (* 5. August 1808 in Johanngeorgenstadt; † 18. August 1874 in Eisenach) war ein deutscher Philologe und Pädagoge.

## Leben
Der Sohn eines Schichtmeisters besuchte in Johanngeorgenstadt die Schule und wechselte 1822 an das Lyzeum nach Schneeberg. 1826 begann er an die Universität Leipzig Philologie zu studieren. 1828 wurde er Mitglied der Griechischen Gesellschaft und 1830 erlangte er den akademischen Grad eines Magisters.
1831 erschien mit den Kritischen Beiträgen zu den Rednern in den „Quaestiones Demosthenicae“ seine erste Publikation, die bis zu seinem Lebensende zahlreiche folgten.
1832 übernahm er die Stelle eines Adjunkten an der Nicolaischule in Leipzig, wo er bis 1837 als Lehrer tätig war. Am 8. Januar 1838 übernahm er das Amt des Direktors des Gymnasiums in Eisenach, an dem er bis zu seinem Tode 1874 wirkte.

## Werke (Auswahl)
- Über die Herren von Schlotheim als ehemalige Erbtruchsesse der Landgrafen von Thüringen, in: ZVThürGA 3, 1857/59, S. 1–20.
- Zur Geschichte alter Adelsgeschlechter in Thüringen. 1. Nachtrag zu der Abhandlung über die Herren von Schlotheim als ehemalige Erbtruchsesse der Landgrafen von Thüringen in: ZVThürGA 3, 1857/59, S. 187–194.